# .sm
.sm為聖馬力諾國家及地區頂級域（ccTLD）的域名。該域名於1995 年 8 月 16 日啟用。該域名由意大利电信圣马力诺公司（TIM San Marino）負責管理。每年公司只能申請註冊50個.sm域名。

## 外部連結
- IANA .sm whois information（页面存档备份，存于）
- Domain Hacks Suggest（页面存档备份，存于）